# シンデレラ (2015年の映画)
『シンデレラ』（原題: Cinderella）は、2015年3月13日公開（日本公開は4月25日）のディズニーによる実写映画である。原作は、シャルル・ペローの童話『シンデレラ』。同作は1950年の同名映画の実写化である。
短編アニメーション映画『アナと雪の女王 エルサのサプライズ』が同時上映。

## ストーリー
遠い昔、ある裕福な家に一人の女の赤ちゃんが生まれた。エラと名付けられたその赤ちゃんは、両親の愛情を一身に受けて美しく聡明で優しい娘に成長する。しかし病により母親が亡くなった後、エラの将来を案じた父親は二度目の結婚相手としてトレメイン夫人と、その連れ子であるアナスタシアとドリゼラを迎え入れる。新しい家族が出来たことに喜ぶエラだったが、父親が仕事で旅立つと、継母はエラに自室を娘たちに譲るように持ちかけた上、エラに屋敷の屋根裏部屋に住むように命じる。やがて父親が病によって旅先で亡くなってしまった。すると継母は本性を表し、美しい義理の娘のエラには辛くあたり、自分に似て心の醜い意地悪な二人の娘だけを可愛がるようになった。継母は長らく家に仕えていた使用人達も次々に辞めさせ、エラに屋敷の仕事を全て押し付けるようになる。
召使いとして扱われるようになったエラは、朝から晩まで洗濯や掃除、雑巾がけ、皿洗い、食事の支度などをして日々忙しなく働いた。しかし彼女は亡き母から繰り返し教えられた「勇気と優しさを忘れないで」という言葉を信じて希望を失わなかった。そんな彼女の味方は鼠や小鳥達だった。冬になると、屋根裏部屋はとても寒くなり、エラは暖炉のそばで寝ていた。目覚めるとエラは灰まみれになっていた。
継母や義理の姉達は、エラが灰で汚れた姿を見てエラをシンデレラ（シンダーエラ/灰かぶりのエラ）と呼んで笑い者にした。そんな仕打ちにとうとう耐えられなくなったエラは、泣きながら馬に乗って屋敷を飛び出してしまう。そして森の中を彷徨い回っていると、一人の若者が声をかけてくる。キットというその若者は、実は従者と鹿狩りに来ていた王子だったのだが、エラには身分を隠し城付きの猟師だと名乗る。
鹿が可哀想だから狩りを止めるよう訴えるエラを慰めているうちに二人はお互いに惹かれあっていき、キットは城に戻ってもなお彼女が忘れられなくなる。その後病床につく国王から早く結婚相手を探すよう急かされたキットは、エラを探すために身分問わず国中の若い娘達を招待した盛大な舞踏会を催した。
エラ達の屋敷にも招待状が届き、義理の姉達は大はしゃぎしながらおめかしをする。舞踏会に参加すれば再びキットに会えると思ったエラは、仕事の合間を縫ってネズミ達と亡き母のドレスを仕立て直す。しかし舞踏会に行かせまいとする継母達の悪巧みによって「使用人が舞踏会なんてとんでもない」､「そんな古臭い上にボロボロの格好で出掛けるなんてもっての外」と散々に笑われドレスを破かれてしまう。エラは悲しみにくれ両親との思い出の場所である温室で泣いていたところ、彼女を励ますように老婆が現れた。飲み物を所望する老婆にエラがミルクを持ってくると、老婆の姿が光に包まれ、一人の妖精が現れた。老婆の正体は、亡くなったエラの実の母がよく話していたフェアリー・ゴッドマザーだった。妖精が魔法の呪文「ビビディ・バビディ・ブー」を唱えて杖を振ると、瞬く間にカボチャが馬車に、鼠達が白馬に、トカゲとガチョウは立派な従者と御者に変わっていった。破かれたドレスは美しく輝くドレスに変わり、最後にエラは、妖精の出したガラスの靴を履いた｡「12時になったら魔法は解ける」という注意を聞いた上で、彼女はカボチャの馬車に乗って、王子のいる城に向かった。
城に到着すると、王子の格好をしたキットに出迎えられ驚くエラだったが、二人で踊っている内に、互いの思いは変わっていないと再確認する。その後キットはエラと城の庭園を散歩し、やがてブランコのある自身の隠し庭園へとエラを招く。そこでキットがエラの素性を尋ねようとした途端、それを遮るように12時の鐘の音が鳴り響き、エラは急いで城を飛び出した。キットも後を追いかけるが間に合わず、階段には靴が片方だけ残された。一方魔法が解けてしまったエラにもガラスの靴だけが残り、エラは思い出の形見にと大切にしまい込んだ。
その翌日。国王の病状が悪化し、かたわらに呼ばれたキットに「愛する人と結ばれなさい」と言い残して息を引き取った。キットは再びエラを探すために『ガラスの靴を国中の娘に試させ、その靴にピッタリと合う足の持ち主を妃に迎える』とお触れを出した。しかし大公だけはこの提案に難色を示す。実はキットには時同じくして隣国から政略結婚の話が持ち上がっており、国の利益のためにもそちらを優先すべきだと考えていたのだった。その頃屋敷では、隠し持っていたガラスの靴を継母が見つけ出し、エラの目の前で叩き壊してしまった。継母はショックで呆然とする彼女を屋根裏部屋に閉じ込めると、靴の欠片を大公の元に持参し、自分の二人の娘に高貴な身分の夫を選ぶ事を条件に手を組んで、エラとキットを引き裂こうと企む。

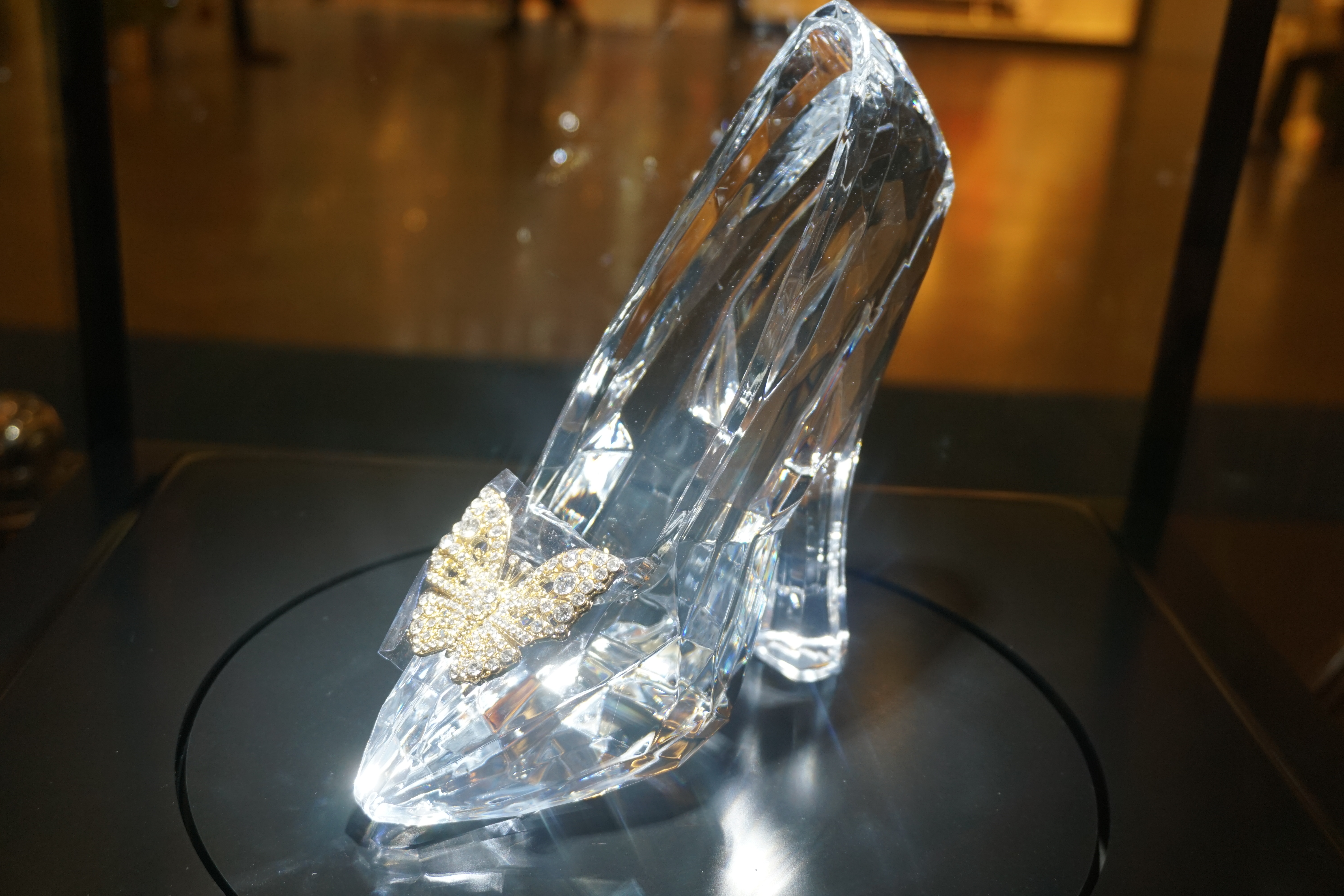
ガラスの靴

一方、キットは城の兵士に変装してエラを探し回るが、大公の根回しで一向に見つかる気配はない。なんとか彼女の屋敷にたどり着くが、ドリゼラとアナスタシアには靴が合わず、諦めて帰ろうとした矢先、かすかに聞こえてきた歌声に気づいたキットは大公の制止を振り切って大急ぎで引き返し、屋根裏部屋にいたエラをようやく見つけ出す。エラは「私は高貴な身分でもないし、財産も何もありません。それでも私を選んでくれますか？」と問いかけると、キットは「貴女がたとえどこの誰であろうと、貴女という人を愛した事には変わらない」と答えながら靴をさしだす。エラがそれに応えるように足を入れると、ピッタリと一致した。城に向かう途中、義姉達は今までの意地悪と非礼を詫び、これ以上彼女達を責めても無意味なことを知るエラは、それを許した。継母は最後までエラに詫びなかったが、エラは彼女の今までの仕打ちをも許す。
後日、継母達と、彼女達に共謀してキットの邪魔をした悪事が露見した大公は、それぞれ国から姿を消した（追放されたのか、自ら去ったのかは語られていない）。キットとエラは盛大な結婚式を挙げて新たな国王と王妃となり、いっそう王国の発展に尽くした。フェアリーゴッドマザーの「こうしてキットとエラは結ばれました。エラのフェアリーゴッドマザーとして胸を張って言いますが、2人は公平で優しい立派な君主となったのです。エラは世界を『こんなふうになったら素敵だな』という願いを込めて見続けました。大切なのは、勇気と優しさを信じること。そして時にはほんの少しの魔法も…。」のナレーションで物語は幕を閉じる。

## 登場人物
エラ / シンデレラ（Ella/Cinderella）
演 - リリー・ジェームズ、エロイーズ・ウェブ（幼少期） / 日本語吹替 - 高畑充希、財前咲来（幼少期）
主人公。母を早くに亡くし、彼女の将来を案じて再婚した父も間もなく亡くす。その後、再婚相手であるトレメイン夫人と、その連れ子である2人の姉に自身の美貌を妬まれ、使用人同然の扱いを受け虐げられる辛い日々を送っているが、母親の遺言でもある勇気と優しい心を失わずに前向きに毎日を過ごしている。本作では継母達以外に「シンデレラ」と呼ばれることはなく、終始「エラ」で通している。
トレメイン夫人（Lady Tremaine）
演 - ケイト・ブランシェット / 日本語吹替 - 塩田朋子
エラ/シンデレラの継母で、ドリゼラとアナスタシアの実母。本作では性格やエラの父親と結婚した経緯などが詳しく掘り下げられており、彼女もまた前の夫を早く亡くして娘達を苦労して育てた過去があったことが判る。エラと初めて会った当初は彼女なりに仲良くしようとするが､「財産目当ての結婚」という周りの陰口と、夫が前妻似のエラを可愛がる姿を見て、だんだんと嫉妬と不満を募らせていった経緯が明らかになる。
キット王子（Prince Kit）
演 - リチャード・マッデン / 日本語吹替 - 城田優
エラ達が住んでいる王国の王子｡「キット」とは父王が呼ぶ時に使う愛称。聡明で情熱的、思いやりのある騎士道精神の持ち主。鹿狩りの途中偶然出会ったエラを慰めている内に惹かれあい、恋に落ちる。父王の事は尊敬してるものの、国の伝統やしきたりに縛られる事に疑問を持っている。父王の死後は新たな国王となり、大佐や大公たちに内緒でエラの捜索に参加し、周囲を驚かせた。
フェアリー・ゴッドマザー（The Fairy Godmother）
演 - ヘレナ・ボナム＝カーター / 日本語吹替 - 朴璐美
エラの亡き母がよく話していたおとぎ話に出てくる妖精。魔法で庭にあったカボチャを4頭立ての馬車に、ネズミたちを馬に、トカゲを従者に、ガチョウを御者に、そして彼女のドレスを美しいブルーのドレスに変え、「12時の鐘が鳴り終わったら魔法が解ける」と教えて笑顔で舞踏会へ送り出す。アニメ映画以上に陽気でエキセントリック。本作のナレーションもしている。ただし、庭の温室でカボチャを馬車に変えている時に温室を壊してしまう（そもそもカボチャが温室にあった）ほど、先を読めていない一面を持つ。だが、温室の破片たちは馬車のパーツになった。
大佐（Captain of the Guards）
演 - ノンソー・アノジー / 日本語吹替 - 乃村健次
キット王子の護衛隊長。キットの一番の理解者で「真実の愛」を信じている。
大公（The Grand Duke）
演 - ステラン・スカルスガルド / 日本語吹替 - 広瀬彰勇
キットの父王時代から仕えている臣下。アニメ版では、国王の型破りな振る舞いに振り回される、苦労人ながらも善良な人物として登場していた。しかし本作では、常に国の利益と将来を優先する冷徹な政略家として描かれ、トレメイン親子に並ぶディズニー・ヴィランズに数えられている。その冷徹ぶりは徹底しており、王子の言う事も「絵空事だ」と一蹴する上に、「一国を担う者に『真実の愛』などという私情はいらない（王族ならば、自分より国を優先して当たり前）」と言ってのけるほど。
ドリゼラ・トレメイン（Drisella Tremaine）
演 - ソフィー・マクシェラ / 日本語吹替 - 新谷真弓
トレメイン夫人の連れ子の姉でエラ/シンデレラの義姉。黄色のドレスを着ている。自分が一番賢いと思っている高慢ちき。エラを最初にシンデレラというあだ名をつけたのはドリゼラである。妹のアナスタシアとは、ガサツで見た目を重視するところは似ている。アニメ映画よりはそれなりに仲のいい姉妹だが、その反面ライバル意識も強く、常にケンカや騒動が絶えない。
アナスタシア・トレメイン（Anastasia Tremaine）
演 - ホリデイ・グレインジャー / 日本語吹替 - 加藤忍
トレメイン夫人の連れ子の妹でエラ/シンデレラの義姉。橙色のドレスを着ている。美人ではあるもののわがままで世間知らずであり、自分の容姿に絶対の自信を持っている自惚れ屋。
国王（The King）
演 - デレク・ジャコビ / 日本語吹替 - 糸博
王子の父。かなりの老齢で、溌剌としていたアニメ版とは違い、本作では既に病床に伏せっている。一人息子のキットに国の将来ではなく「愛する人と結ばれて欲しい」という切な願いを遺して死去する。
廷臣（Royal Crier）
演 - アレックス・マックイーン / 日本語吹替 - 落合弘治
誰でも参加可能の舞踏会の開催とガラスの靴の持ち主の女性（エラ）を捜索して同意が得られれば王子がその女性と結婚するという伝達の役割を務めた男性。
エラの父（Ella's Father）
演 - ベン・チャップリン / 日本語吹替 - 畠中洋
商人であり、よくエラに旅先や仕事先で買ったお土産をプレゼントするほど優しい父親。
エラの母（Ella's Mother）
演 - ヘイリー・アトウェル / 日本語吹替 - 園崎未恵
アニメ版と異なり、フェアリーゴッドマザーは存在すると幼いエラに語っている。
農夫のジョン（Farmer John）
演 - ポール・ハンター / 日本語吹替 - をはり万造
フィネアス（Master Phineus）
演 - ロブ・ブライドン / 日本語吹替 - 烏丸祐一
エラ達の屋敷に仕えている肖像画家。エラの生前の両親の肖像画を描いていた。ラストでエラとキットの肖像画を描く事になる。
料理人（Cook）
演 - ケイティ・ウェスト / 日本語吹替 - 高橋里枝
エラ達の屋敷に仕えている料理人。トレメイン夫人によって解雇されてしまうが、終盤でエラに呼び戻されお城付きの料理人となる。
トカゲの従者（Lizard Footman）
演 - トム・エデン / 日本語吹替 - 多田野曜平
フェアリー・ゴッドマザーの魔法で従者になったトカゲ。従者としての姿は緑色の燕尾服を着た若者。舞踏会を前に緊張するエラを優しく励ました。フェアリー・ゴッドマザーの魔法が切れかかって舞踏会から去っていくときに尻尾で門の開閉レバーを操作するという機転の利いたことをした。後にその2匹のトカゲはエラの友達であるネズミとガチョウと一緒にエラとキットの結婚式にいた。
ガチョウの御者（Goose Coachman）
演 - ギャレス・メイソン / 日本語吹替 - 田中英樹
フェアリー・ゴッドマザーの魔法で御者になった、エラの屋敷で飼われているガチョウ。御者としての姿はふくよかな初老の男性。
シェリーナ（Princess Chelina of Zaragosa）
演 - ジャナ・ペレス / 日本語吹替 - 合田絵利
サラゴサの王女で、ラテン系の美女。赤と黒のスパンコールをあしらったドレスを着ている。キットの政略結婚の相手。
男爵（Baron）
演 - リチャード・マッケーブ / 日本語吹替 - 後藤光祐
国王の医者（King's Doctor）
演 - マイケル・ジェン / 日本語吹替 - 荒井勇樹

## 出演
| 役名                     | 俳優                     | 日本語吹替 |
| ------------------------ | ------------------------ | ---------- |
| エラ / シンデレラ        | リリー・ジェームズ       | 高畑充希   |
| トレメイン夫人           | ケイト・ブランシェット   | 塩田朋子   |
| キット王子               | リチャード・マッデン     | 城田優     |
| フェアリー・ゴッドマザー | ヘレナ・ボナム＝カーター | 朴璐美     |
| 大佐                     | ノンソー・アノジー       | 乃村健次   |
| 大公                     | ステラン・スカルスガルド | 広瀬彰勇   |
| ドリゼラ                 | ソフィー・マクシェラ     | 新谷真弓   |
| アナスタシア             | ホリデイ・グレインジャー | 加藤忍     |
| 国王                     | デレク・ジャコビ         | 糸博       |
| 廷臣                     | アレックス・マックイーン | 落合弘治   |
| エラの父                 | ベン・チャップリン       | 畠中洋     |
| エラの母                 | ヘイリー・アトウェル     | 園崎未恵   |
| エラ（幼少期）           | エロイーズ・ウェブ       | 財前咲来   |
| 農夫のジョン             | ポール・ハンター         | をはり万造 |
| フィネアス               | ロブ・ブライドン         | 烏丸祐一   |
| 料理人                   | ケイティ・ウェスト       | 高橋里枝   |
| トカゲの従者             | トム・エデン             | 多田野曜平 |
| ガチョウの従者           | ギャレス・メイソン       | 田中英樹   |
| シェリーナ               | ジャナ・ペレス           | 合田絵利   |
| 男爵                     | リチャード・マッケーブ   | 後藤光祐   |
| 国王の医者               | マイケル・ジェン         | 荒井勇樹   |

## スタッフ

### 作品制作
| 監督                     | ケネス・ブラナー                                               |
| 脚本                     | クリス・ワイツ                                                 |
| 製作                     | サイモン・キンバーグ、アリソン・シェアマー、デヴィッド・バロン |
| 製作総指揮               | ティム・ルイス                                                 |
| 撮影・撮影監督           | ハリス・ザンバーラウコス                                       |
| 編集                     | マーティン・ウォルシュ                                         |
| 音楽                     | パトリック・ドイル                                             |
| 衣装デザイン             | サンディ・パウエル                                             |
| プロダクション・デザイン | ダンテ・フェレッティ                                           |

### 日本語吹替え版制作
| 演出         | 鍛治谷功                                    |
| 脚本翻訳     | いずみつかさ                                |
| 翻訳監修     | James Hubbert                               |
| 音楽演出     | 市之瀬洋一                                  |
| 日本語詩     | 麻衣                                        |
| 録音         | 上村利秋                                    |
| 調整         | Shepperton International                    |
| 録音制作     | スタジオ・エコー                            |
| 制作監修     | 山本千絵子                                  |
| 日本語版制作 | DISNEY CHARACTER VOICES INTERNATIONAL, INC. |

## 音楽
音楽は、監督であるケネス・ブラナーとのコンビで有名なパトリック・ドイルが作曲した。彼はピクサー映画『メリダとおそろしの森』でも作曲を担当している。ロンドン交響楽団によりAIRリンドハーストスタジオで録音された。日本盤には吹替を担当した高畑充希、城田優による「夢はひそかに（Duet Version）」が収録されている。
| #   | タイトル                                                | 作詞 | 作曲・編曲 | パフォーマー       | 時間 |
| --- | ------------------------------------------------------- | ---- | ---------- | ------------------ | ---- |
| 1.  | 「ゴールデン・チャイルドフッド A Golden Childhood」     |      |            | パトリック・ドイル | 3:56 |
| 2.  | 「グレート・シークレット The Great Secret」             |      |            | ドイル             | 3:01 |
| 3.  | 「ニュー・ファミリー A New Family」                     |      |            | ドイル             | 2:15 |
| 4.  | 「ライフ・アンド・ラフター Life and Laughter」          |      |            | ドイル             | 1:34 |
| 5.  | 「ファースト・ブランチ The First Branch」               |      |            | ドイル             | 2:11 |
| 6.  | 「ナイス・アンド・エアリー Nice and Airy」              |      |            | ドイル             | 1:53 |
| 7.  | 「オーファンド Orphaned」                               |      |            | ドイル             | 3:46 |
| 8.  | 「スタッグ The Stag」                                   |      |            | ドイル             | 4:56 |
| 9.  | 「リッチ・ビヨンド・リーズン Rich Beyond Reason」       |      |            | ドイル             | 1:43 |
| 10. | 「フェアリー・ゴッドマザー Fairy Godmother」            |      |            | ドイル             | 2:47 |
| 11. | 「パンプキンズ・アンド・マイス Pumpkins and Mice」      |      |            | ドイル             | 4:32 |
| 12. | 「ユー・シャル・ゴー You Shall Go」                     |      |            | ドイル             | 3:02 |
| 13. | 「ヴァルス・ロワイヤル Valse Royale」                   |      |            | ドイル             | 2:06 |
| 14. | 「フー・イズ・シー Who Is She?」                        |      |            | ドイル             | 3:20 |
| 15. | 「ラ・ヴァルス・ドゥ・ラムール La Valse De L'amour」    |      |            | ドイル             | 2:34 |
| 16. | 「ラ・ヴァルス・シャンパーニュ La Valse Champagne」     |      |            | ドイル             | 1:35 |
| 17. | 「ラ・ポルカ・ミリテイユ La Polka Militaire」           |      |            | ドイル             | 1:47 |
| 18. | 「ラ・ポルカ・ドゥ・パリ La Polka De Paris」            |      |            | ドイル             | 1:22 |
| 19. | 「シークレット・ガーデン A Secret Garden」              |      |            | メンケン           | 2:48 |
| 20. | 「ラ・ポルカ・ドゥ・ミニュイ La Polka De Minuit」       |      |            | ドイル             | 2:02 |
| 21. | 「チューズ・ザット・ワン Choose That One」              |      |            | ドイル             | 1:16 |
| 22. | 「パンプキン・パーシュート Pumpkin Pursuit」            |      |            | ドイル             | 2:28 |
| 23. | 「スリッパー The Slipper」                              |      |            | ドイル             | 1:00 |
| 24. | 「シャッタード・ドリーム Shattered Dreams」             |      |            | ドイル             | 4:10 |
| 25. | 「サーチング・ザ・キングダム Searching the Kingdom」    |      |            | ドイル             | 2:51 |
| 26. | 「エラ・アンド・キット Ella and Kit」                   |      |            | ドイル             | 2:11 |
| 27. | 「カレッジ・アンド・カインドネス Courage and Kindness」 |      |            | ドイル             | 4:38 |

| #  | タイトル | 作詞 | 作曲・編曲 | パフォーマー             | 時間 |
| -- | --- | ---- | ---------- | ------------------------ | ---- |
| 1. | 「ストロング Strong」 |      |            | ソナ・リーレ             | 3:14 |
| 2. | 「夢はひそかに A Dream Is a Wish Your Heart Makes」                                                                                            |      |            | リリー・ジェームズ       | 2:00 |
| 3. | 「ビビディ・バビディ・ブー（マジック・ソング） Bibbidi-Bobbidi-Boo (The Magic Song)」                                                          |      |            | ヘレナ・ボナム＝カーター | 2:28 |
| 4. | 「夢はひそかに（Duet Version）」 |      |            | 高畑充希＆城田優         | 1:57 |
| 5. | 「夢はひそかに（カラオケデュエット with 高畑充希）」                                                                                           |      |            | 高畑充希                 | 1:58 |
| 6. | 「夢はひそかに（カラオケデュエット with 城田優）」                                                                                             |      |            | 城田優                   | 1:58 |
| 7. | 「ストロング（インストゥルメンタル バージョン） Strong (Instrumental Version)」                                                                |      |            |                          | 3:14 |
| 8. | 「夢はひそかに（インストゥルメンタル バージョン） A Dream Is a Wish Your Heart Makes (Instrumental Version)」                                  |      |            |                          | 2:01 |
| 9. | 「ビビディ・バビディ・ブー（マジック・ソング）(インストゥルメンタル バージョン） Bibbidi-Bobbidi-Boo (The Magic Song) (Instrumental Version)」 |      |            |                          | 1:21 |

## 興行収入

### 北米
本作は2015年3月13日に北米3845館で公開され、2300万ドルを稼ぎ出した（そのうち木曜日レイトショー上映分は230万ドル）。公開初週末には6790万ドルを稼ぎ出し、週末興行収入ランキング初登場1位となった。この数字はディズニーが配給したPG指定の2D映画としては過去最高の記録である。また、ケネス・ブラナーが監督した映画としても、過去最高のオープニングであった。

### 日本
日本では2015年4月25日にTOHOシネマズ日劇他521スクリーンで公開され、動員41万9796人、興収5億5610万8800円を記録し、週末興行収入ランキング初登場1位となった。
その後5週連続で首位をキープし、8週連続ベストテン入りを果たした。 
6月6日・7日の全国映画動員ランキングでは、公開7週目で累計動員415万人、累計興収52億円を記録。

## 評価
映画監督のジョン・ウォーターズが2015年の映画ベスト10で本作を第2位に挙げている。
タレントのテリー伊藤は「こんなにドキドキするとは思わなかった。ワンシーン、ワンシーン、食い入るように見た。ディズニーランドに20回ぐらい行った気分」と本作を高く評価した。
アメリカのニュースウェブサイト「TheWrap」の『すべてのディズニー実写リメイクをランク付け、ワーストからベスト』において、ディズニー実写映画22作品の中でランキング（ベストの）第1位となった。
インターネットウェブサイト「Polygon」における「20のディズニーの実写リメイク映画をすべてランク付け」では、ディズニーの実写映画20作品中ランキング第1位となり高評価を得ている。

### 受賞
| 受賞一覧                             | 受賞一覧                                             | 受賞一覧               | 受賞一覧   | 受賞一覧 |
| 賞                                   | カテゴリ                                             | 対象作品・対象者       | 結果       | 出典     |
| ------------------------------------ | ---------------------------------------------------- | ---------------------- | ---------- | -------- |
| 第33回ゴールデングロス賞             | 外国映画部門 優秀銀賞                                | 『シンデレラ』         | 受賞       | [ 20 ]   |
| 女性映画批評家協会賞                 | 最高のママ/最低なスクリーンママ賞                    | ケイト・ブランシェット | 受賞       | [ 21 ]   |
| 第20回カプリ・ハリウッド国際映画祭   | 衣装賞                                               | 『シンデレラ』         | 受賞       | [ 22 ]   |
| 2016 米メイク&ヘアスタイリスト組合賞 | 長編映画部門 時代劇/キャラクター・ヘアスタイリング賞 | 『シンデレラ』         | 受賞       | [ 23 ]   |
| 第42回サターン賞                     | ファンタジー映画部門 最優秀賞                        | 『シンデレラ』         | 受賞       | [ 24 ]   |
| 第19回ハリウッド映画賞               | 衣装デザイン賞                                       | サンディ・パウエル     | 受賞       | [ 25 ]   |
| 第88回アカデミー賞                   | 衣装デザイン賞                                       | サンディ・パウエル     | ノミネート | [ 26 ]   |
| 2016 キッズ・チョイス・アワード      | お気に入りの映画                                     | 『シンデレラ』         | ノミネート | [ 27 ]   |
| 2016 キッズ・チョイス・アワード      | お気に入りの映画女優                                 | リリー・ジェームズ     | ノミネート | [ 27 ]   |

## テレビ放送
| 回数 | テレビ局   | 番組名（放送枠名） | 放送日              | 放送時間      | 放送分数 | 視聴率 | 備考 |
| ---- | ---------- | ------------------ | ------------------- | ------------- | -------- | ------ | --- |
| 1    | 日本テレビ | 金曜ロードSHOW!    | 2017年4月21日（金） | 21:00 - 22:54 | 114分    | 12.0%  | 地上波初放送 番組終了後には、日本語吹替え版でキット王子役を務めた城田優がTwitterでコメントすると共に、「逆デレラ」と称したエラ（シンデレラ）役の高畑充希とのツーショット写真を投稿している。 |
| 2    | テレビ朝日 | 日曜プライム       | 2019年6月9日（日）  | 21:00 - 23:05 | 125分    | 12.6%  | |
| 3    | テレビ朝日 | 日曜プライム       | 2020年4月12日（日） | 21:00 - 22:54 | 114分    | 11.3%  | |
| 4    | 日本テレビ | 金曜ロードSHOW!    | 2024年4月26日（金） | 21:00 - 22:54 | 114分    | 8.0%   | |

- 視聴率はビデオリサーチ調べ、関東地区・世帯・リアルタイム。